# Montgomery (Minnesota)
Montgomery és una població dels Estats Units a l'estat de Minnesota. Segons el cens del 2000 tenia 2.794 habitants.

## Demografia
Segons el cens del 2000, Montgomery tenia 2.794 habitants, 1.105 habitatges, i 690 famílies. La densitat de població era de 691,5 habitants per km².
Dels 1.105 habitatges en un 33,6% hi vivien nens de menys de 18 anys, en un 49,7% hi vivien parelles casades, en un 8,6% dones solteres, i en un 37,5% no eren unitats familiars. En el 32,8% dels habitatges hi vivien persones soles el 16,2% de les quals corresponia a persones de 65 anys o més que vivien soles. El nombre mitjà de persones vivint en cada habitatge era de 2,52 i el nombre mitjà de persones que vivien en cada família era de 3,23.
Per edats la població es repartia de la següent manera: un 28,7% tenia menys de 18 anys, un 9,4% entre 18 i 24, un 28,6% entre 25 i 44, un 19,3% de 45 a 60 i un 14% 65 anys o més.
L'edat mediana era de 34 anys. Per cada 100 dones de 18 o més anys hi havia 98,5 homes.
La renda mediana per habitatge era de 34.145 $ i la renda mediana per família de 48.011 $. Els homes tenien una renda mediana de 30.707 $ mentre que les dones 23.977 $. La renda per capita de la població era de 16.128 $. Entorn del 8,1% de les famílies i l'11,6% de la població estaven per davall del llindar de pobresa.

## Poblacions més properes
El següent diagrama mostra les poblacions més properes.